# Alexandru Fölker
Alexandru Fölker (Orșova, 28 gennaio 1956) è un ex pallamanista rumeno.

## Palmarès

### Olimpiadi
- 3 medaglie:
  - 1 argento (Montréal 1976)
  - 2 bronzi (Mosca 1980; Los Angeles 1984)